# Un recuerdo de Solferino
Un recuerdo de Solferino (Un Souvenir de Solférino, en francés) es un libro de memorias de guerra escrito por el filántropo suizo Henry Dunant y publicado en noviembre de 1862, cuyo contenido influyó en la creación de la célebre organización internacional Cruz Roja.

## Contenido e historia del libro

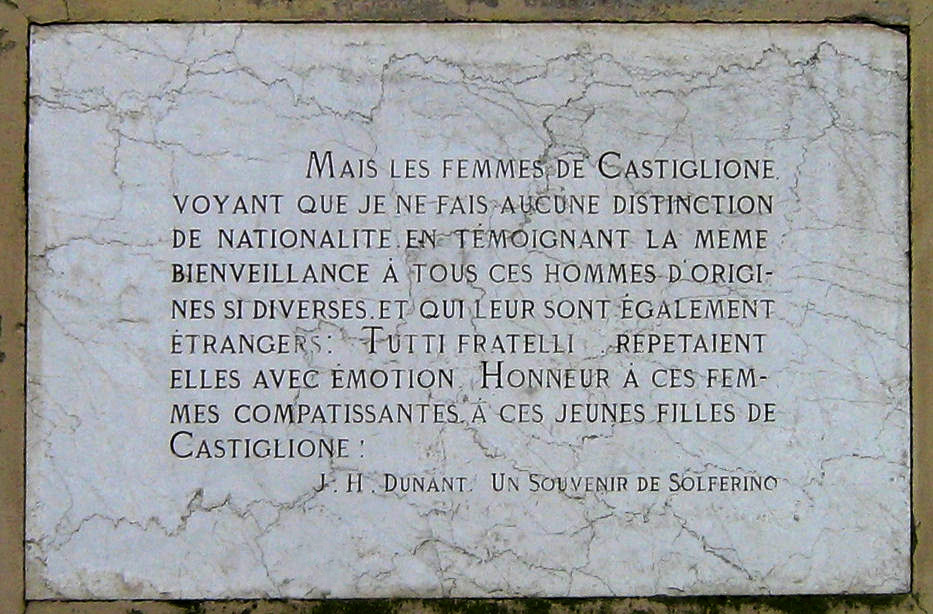
Lápida commemorativa en Castiglione de las Stiviere con una frase del libro.

Tras regresar del norte de África, el humanista suizo Henry Dunant llegó a la localidad italiana de Solferino en la tarde del 24 de junio de 1859, el mismo día en que —en el marco de la Unificación italiana— tuvo lugar la respectiva batalla entre el ejército austriaco y el ejército franco-piamontés. Unos 38.000 heridos, agonizantes o ya muertos, permanecían en el campo de batalla, y había pocos intentos para ayudarlos. Impresionado, el propio Dunant tomó la iniciativa de organizar a la población civil para proporcionar asistencia a los soldados heridos, mutilados y enfermos.
Fueron los horrores vividos de esta experiencia lo que lo motivó a escribir estas memorias, mientras residía en París y como un modo de liberarse de la carga que suponían sus recuerdos. Dunant —quien no tenía habilidades específicas de redacción— destinó el libro más bien a su círculo de amigos y no tanto a una audiencia general. Un libro, en definitiva, sin grandes exigencias. 
Los gastos de la publicación de estas memorias corrieron a su cuenta y la misma se concretó en noviembre de 1862 con la impresión de hasta mil seiscientas copias. Seiscientos de esos ejemplares, algunos impresos en papel especial, fueron enviados a personalidades políticas influyentes cuidadosamente seleccionadas por Dunant —de hecho, existe una carta de un funcionario de la Corte francesa que agradece por el libro en nombre del emperador Napoleón III—. Los mil restantes, acondicionados con una nueva página de título, constituyeron una segunda edición, puesta a la venta en toda Europa, aunque aparentemente el humanista suizo también regaló bastantes copias. Una tercera edición de tres mil ejemplares apareció unos meses más tarde. En esta última aparece la Société d'Utilite Publique de Geneva haciendo uso del libro como parte de una propaganda para establecer en Ginebra un centro de acción internacional que mejorase la suerte de los heridos en la guerra. El nombre y la dirección del presidente de la Société, Gustave Moynier, están impresos en la última página del libro. Lo cierto es que el éxito del libro fue tal que solo dos años después, de esto, el 22 de agosto de 1864, se firmó la Convención de Ginebra.
Antes de llegar a la edición que tenemos hoy, el libro fue reeditado por el autor un total de ocho veces. Ha habido adiciones, eliminación de algunos fragmentos y ciertas actualizaciones que dan fe de una mejor documentación, tomada tanto de lo cotidiano como de otros testimonios directos o periodísticos. El estilo de la exposición de Dunant es diarístico, empírico. Trae de vuelta el dolor de la guerra, que alcanza para convertir la medalla de la victoria en derrota, miseria y muerte, pero también plantea la necesidad de una organización neutral que proporcionase cuidados a los soldados heridos —minimizando las consecuencias de la guerra— y de que el Estado ratificara un principio internacional que garantizase protección jurídica a los hospitales militares y al personal sanitario.

## Traducciones al castellano

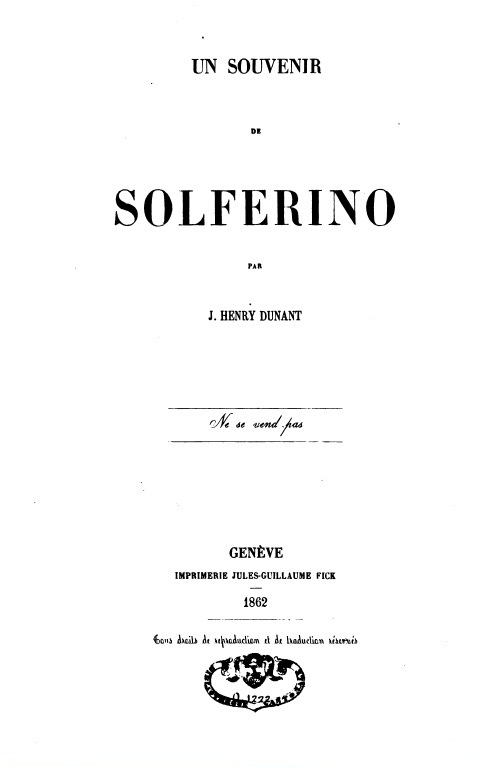
Primera edición del libro.

Actualmente, existen tres traducciones del libro al castellano: la primera, de Rafael Domínguez, publicada en 1937 por Ediciones Botas, en México, y reproducida luego en 1963 por la Cruz Roja Argentina, en Buenos Aires; la segunda, la versión de V. Santiago, publicada en 1965 por Ediciones Mateu de Barcelona; y la tercera, de Sergio Moratiel Villa, publicada en 1982 por el Comité Internacional de la Cruz Roja, en Ginebra. Las primeras dos traducciones son algo deficientes en el sentido de que muchos de sus pasajes se alejan del texto original al simplificar excesivamente el mismo (la de Barcelona, por ejemplo, carece de notas al pie).